# مسودیه
مسودیه (به ترکی استانبولی: Mesudiye) یک منطقهٔ مسکونی در ترکیه است که در استان اردو واقع شده‌است. مسودیه ۱٬۳۰۸ متر بالاتر از سطح دریا واقع شده‌است.